# 二宮和也
二宮 和也（にのみや かずなり、1983年〈昭和58年〉6月17日 - ）は、日本のタレント、俳優、歌手、アイドル、YouTuber、声優。男性アイドルグループ嵐のメンバー、YouTuberグループよにのちゃんねるのリーダー。愛称は、ニノ。
東京都葛飾区出身。オフィスにの所属。嵐としてのグループ活動はSTARTO ENTERTAINMENTとエージェント契約を結んでいる。

## 略歴
1996年
- 6月16日、ジャニーズ事務所へ入所[動画 1]。

1997年
- 7月、『STAND BY ME』で舞台出演[8]。

1998年
- 1月、『元旦特別企画・松本清張原作「天城越え」』でテレビドラマ出演[8]。

1999年
- 4月、『あぶない放課後』で渋谷すばるとテレビドラマW主演｡
- 9月15日「嵐」としてデビュー。
- 11月3日 「A・RA・SHI」でCDデビュー。

2002年
- 映画『ピカ☆ンチ LIFE IS HARDだけどHAPPY』で映画出演[3]。

2003年
- 映画『青の炎』で映画単独主演[3]。監督の蜷川幸雄は「繊細ないい演技ができるようになった」と評価した[9]。
- 『Stand Up!!』にて、連続ドラマ初単独主演。

2004年
- 蜷川の舞台『シブヤから遠く離れて』の主役に抜擢。

2006年
- 『鉄コン筋クリート』で声優主演[3]。
- 『硫黄島からの手紙』でハリウッド作品に出演した（詳細は後述）。この作品はアカデミー賞作品賞・監督賞・脚本賞・音響編集賞にノミネートされ、音響編集賞を受賞した。
- 3月22日に放映された『少しは、恩返しができたかな』で橋田賞を受賞[10]。

2007年
- ロサンゼルス・タイムズ紙が、映画『硫黄島からの手紙』でハリウッドデビューした二宮の特集記事を掲載した[11]。
- 『マラソン』で第62回文化庁芸術祭テレビ部門「放送個人賞」を受賞[12][13]。同作品で、2007年9月度月間ギャラクシー賞「個人賞」を受賞[14]。

2008年
- 連続ドラマ『流星の絆』で第49回モンテカルロ・テレビ祭のテレビフィルム部門「男優賞」候補にノミネートされた[15]。
- CNNの「まだ世界的に名前が知られていないが演技力のある日本の俳優7人」に選ばれた[16]。

2009年
- 『流星の絆』と『DOOR TO DOOR〜僕は脳性まひのトップセールスマン〜』で第46回ギャラクシー賞「個人賞」を受賞[17]。『流星の絆』で「第59回ザテレビジョンドラマアカデミー」主演男優賞受賞[18]。

2011年
- 『フリーター、家を買う。』で「東京ドラマアウォード 2011」主演男優賞受賞[19]､「第67回ザテレビジョンドラマアカデミー」主演男優賞受賞[20]。

2012年
- 『24時間テレビ』のスペシャルドラマ『車イスで僕は空を飛ぶ』に主演、同時期は役柄に合わせて金髪にした[21]。
- 出演したポッキーのCMにおいてスタッフの制作したキャラクター「デビルニノ」が、「最も大きいビスケットスティックのモザイクアート」としてギネス世界記録の認定を受けた[22]。

2013年
- 3月16日に主演映画『プラチナデータ』が公開。
- 4月25日、冠番組『ニノさん』が放送開始。

2014年
- 4月12日、主演ドラマ『弱くても勝てます 〜青志先生とへっぽこ高校球児の野望〜』が放送開始。

2015年
- 3月21日公開の映画『暗殺教室』にて、殺せんせーの声を担当。この作品で、映画『鉄コン筋クリート』以来9年ぶりに声優として映画に出演。なお、公開初日まで二宮が殺せんせーを演じていたことは伏せられていた[23]。

2016年
- 1月18日、2015年に公開した映画『母と暮せば』で、第39回日本アカデミー賞の優秀主演男優賞にノミネート。
- 2月14日、映画『母と暮せば』で、キネマ旬報ベスト・テンを受賞。
- 3月4日、第39回日本アカデミー賞の授賞式にて、最優秀主演男優賞を受賞。

2017年
- 11月3日、主演映画『ラストレシピ〜麒麟の舌の記憶〜』が公開。
- 12月31日、『第68回NHK紅白歌合戦』白組司会を務める。

2018年
- 4月22日、主演ドラマ『ブラックペアン』がTBS系で放送開始。
- 8月24日、映画『検察側の罪人』が公開。木村拓哉と共演[24]。
- 11月28日、第43回報知映画賞助演男優賞を受賞[25]。

2019年

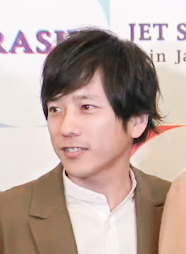
JET STORM in Jakartaにて（2019年11月10日）

- 3月1日、第42回日本アカデミー賞優秀助演男優賞を受賞。
- 11月12日、一般人女性との結婚を発表[26][27][28]、嵐のメンバーでは初の既婚者となった。

2021年
- 3月5日、一般人女性との間に第一子の長女が誕生したことを発表。嵐メンバーでは初の父親となった[29]。
- 3月19日、第44回日本アカデミー賞の授賞式にて、優秀主演男優賞を受賞。
- 4月25日[注 3]、自身の公式YouTubeチャンネル「ジャにのちゃんねる」[注 4]を開設[動画 2][30]。同月29日にはチャンネル登録者が200万人を突破し、開設から21日での記録となった。この記録は自身が所属する嵐の公式チャンネル「ARASHI」[注 5]の25日を上回るものである[31]。2022年1月4日にはチャンネル登録者数300万人突破。

2022年
- 8月11日から公開の全国ロードショーの映画「TANG タング」にて主演を務める。
- 11月19日、第二子の次女が誕生したことを発表[32]。

2023年
- 10月24日、同日付でSMILE-UP.（旧ジャニーズ事務所）を退所すると発表した[33]。その後は独立し、個人として活動する予定とした。また、活動休止中の嵐が再始動することになった際はメンバーと一緒に活動していく意向を示した[34]。
- 11月7日、新会社を設立したことを公式X（旧Twitter）にて報告した[35]。新会社の名前は「オフィスにの」で、スポーツジャーナリストの増田明美の夫が代表を務める[36]。
- 12月10日、「ジャにのちゃんねる」のチャンネル名を「よにのちゃんねる」に変更することを発表した[37]。

## 人物
- 女優の竹内結子の大ファンである事を公言している[38]。
- 読売ジャイアンツの原辰徳の大ファンで、「背番号8を渡すと言われたら巨人に行く」と公言したり、尊敬する人に原の名前を挙げたりするほど。
- プライベートでゲームを一緒に遊んだことがあるドランクドラゴンの鈴木拓とはお互い"ニノカズさん""拓ちゃん"と呼び合っている。[39]
- 映画『硫黄島からの手紙』の監督を務めたクリント・イーストウッドに、母親宛てにサインを書いてもらったことがある[40]。

### 交友関係
- TBSテレビ系日曜劇場『ブラックペアン』での共演をキッカケに仲良くなった俳優の竹内涼真から「生き方とか生き様が」と言う理由で「先生」[41]と呼ばれ、二宮は竹内の事を「この人以上に清潔感とか好感度とか（ある人）いないでしょ? 勝てないと思う」[41]と好青年ぶりを称賛して「涼真伝」と呼ぶ位親交が有る[42]。
- 同じジャニーズ所属の風間俊介とは生年月日や血液型が同じで20年以上の付き合いがあり[43]、二宮が所属するYouTubeチャンネルが登録者数300万人を突破した際のお祝い動画の中で、二宮が急に風間に電話をかけ始め、何の予告もなく祝電を求めるなど気安い仲である[44]。

### 家族
- 両親とも調理師で、父が服部栄養専門学校の日本料理の先生、その助手で付いていたのが母である[45]。
- 妻、娘。

### 趣味
- 自他ともに認めるゲーマーで、多数のゲーム機を所有している[46]。休日には一日中ゲームをしていることもあると、『嵐にしやがれ』で明かした[46]。

## 音楽作品

### カバー・アルバム
| # | 発売日        | タイトル    | 発売形態 | 規格品番   | 最高位 | 備考                                                                   |
| - | ------------- | ----------- | -------- | ---------- | ------ | ---------------------------------------------------------------------- |
| 1 | 2022年6月17日 | ○○と二宮と  | CD+DVD   | JSNC-054/5 | -      | 嵐ファンクラブ会員限定商品、ジャニーズショップオンラインストア限定販売 |
| 1 | 2022年6月17日 | ○○と二宮と  | CD+BD    | JSNC-056/7 | -      | 嵐ファンクラブ会員限定商品、ジャニーズショップオンラインストア限定販売 |
| 1 | 2022年6月20日 | ○○と二宮と  | ST/DL    | JADA-0006  | 1位    | 各音楽配信サービスでストリーミング・ダウンロード配信                   |
| 2 | 2025年7月1日  | ○○と二宮と2 | CD       | NINO-00001 | 1位    | オフィスにのホールディングス限定盤                                     |
| 2 | 2025年7月1日  | ○○と二宮と2 | CD/ST/DL | NINO-00002 | 1位    | 通常盤。各音楽配信サービスでも配信                                     |

### ソロ曲

#### 音源化曲
- 秘密 - アルバム『One』収録
- 虹 - アルバム『Time』初回限定盤収録
- Gimmick Game - アルバム『Dream "A" live』初回限定盤収録
- 1992*4##111（読み：とくべつ） - アルバム『僕の見ている風景』収録
- どこにでもある唄。 - アルバム『Beautiful World』収録
- それはやっぱり君でした - アルバム『Popcorn』収録
- 20825日目の曲 - アルバム『LOVE』収録
- メリークリスマス - アルバム『THE DIGITALIAN』収録
- MUSIC - アルバム『Japonism』収録
- また今日と同じ明日が来る - アルバム『Are You Happy?』収録

#### 未音源化曲
- リグレス・オブ・プログレス - ライブ・ビデオ『ALL or NOTHING』収録
- 痕跡（読み：かこ） - ライブ・ビデオ『2004 嵐!いざッ、Now Tour!!』収録
- 生涯なにがあっても愛する人へ  - JASRAC作品コード：102-3226-5

#### カバー曲
- NATSU〜夏〜（木村拓哉） - ライブ・ビデオ『スッピンアラシ』収録
- 夢（柴田淳） - ライブ・ビデオ『How's it going? SUMMER CONCERT 2003』収録
- 言葉より大切なもの（嵐） - ライブ・ビデオ『ARASHI Anniversary Tour 5×10』収録
- 琵琶湖周航の歌 - JASRAC作品コード：715-0633-1
  - フジテレビ系新春スペシャルドラマ『潜水艦カッペリーニ号の冒険』劇中歌

### ユニット曲

#### 音源化曲
- 夜の影（松本潤・二宮和也・大野智） - アルバム『「untitled」』通常盤収録
- UB（相葉雅紀・二宮和也） - アルバム『「untitled」』通常盤収録

#### 未音源化曲
- O.M.S.K.S（大宮SK〈大野智・二宮和也〉） - JASRAC作品コード：715-0633-1
- MIKOSHIBOY（大宮SK） - ライブ・ビデオ『ARASHI アラフェス NATIONAL STADIUM 2012』収録
- 希望の証（大宮SK）- ライブ・ビデオ『アラフェス2020 at 国立競技場』収録

### 参加曲
- 殺せんせーションズ（せんせーションズ）
  - 殺せんせーの声として参加、ノンクレジット

### 制作した曲
特記なき限り、JASRAC公式サイトの「作品データベース検索サービス」において、著作者名に「二宮和也」を含む楽曲の検索結果をもとに記述。
- リグレス・オブ・プログレス（作詞） - JASRAC作品コード：102-2752-1
- 生涯なにがあっても愛する人へ（作詞・作曲） - JASRAC作品コード：102-3226-5
- 儚く散れ…SUBETE!!（作詞・作曲）- JASRAC作品コード：113-1283-1
- もういない．．．ない（作詞・作曲） - JASRAC作品コード：704-6975-0
- 松本クンの唄（作詞・作曲） - JASRAC作品コード：704-7000-6
- スケッチ（作詞・作曲、作詞は櫻井翔と共作）- JASRAC作品コード：120-3149-6
- 痕跡（作詞・作曲） - JASRAC作品コード：119-1437-8
- ファイトソング（作曲） - JASRAC作品コード：132-6946-1
- 虹（作詞） - JASRAC作品コード：141-4596-1
- Gimmick Game（作詞・作曲） - JASRAC作品コード：149-7034-1
- 愛ちゃんの歌（作詞） - JASRAC作品コード：153-3540-2
- 1992*4##111（作詞・作曲） - JASRAC作品コード：171-0978-7
- どこにでもある唄。（作詞・作曲） - JASRAC作品コード：178-3710-3
- エナジーソング〜絶好調超!!!!〜（作曲） - JASRAC作品コード：181-1230-7
- それはやっぱり君でした（作詞・編曲、編曲はha-jと共作） - JASRAC作品コード：706-0513-1
- 20825日目の曲（作詞・作曲・編曲、編曲はha-jと共作） - JASRAC作品コード：196-6019-7
- メリークリスマス（作詞・作曲、作詞は小川貴史と共作） - JASRAC作品コード：204-5941-6
- また今日と同じ明日が来る（作詞、Fox.i.eと共作） - JASRAC作品コード：716-0956-3
- ファンファーレ（作曲、ha-jと共作） - YouTubeチャンネル「ジャにのちゃんねる」エンディングテーマ（2021年6月3日 - ）[52]

## 出演
※太字は主演

### テレビドラマ
- 天城越え（1998年1月1日、TBS） - 西浦多吉（少年期） 役
- 二十六夜参り（1998年8月17日、TBS） - 沖田明雅伍長 役（回想シーン）
- あきまへんで!（1998年10月9日 - 12月18日、TBS） - 青木大樹 役
- 熱血恋愛道 第1話「case1:射手座のO型BOY」（1999年1月10日、日本テレビ） - 主演・近藤トシヤ 役
- あぶない放課後（1999年4月12日 - 6月21日、テレビ朝日） - 主演・夏木勝幸 役（渋谷すばるとのW主演）
- 怖い日曜日 第8回「ここだったか」（1999年8月29日、日本テレビ） - 主演
- Vの嵐（1999年10月11日 - 29日、フジテレビ） - 主演・二宮和也（本人） 役（嵐のメンバー全員主演）
- 涙をふいて（2000年10月11日 - 12月20日、フジテレビ） - 淵上健太 役
- ハンドク!!!（2001年10月10日 - 12月12日、TBS） - 坂口ノブ 役
- 熱烈的中華飯店（2003年1月8日 - 3月12日、フジテレビ） - 名波健太 役
- Stand Up!!（2003年7月4日 - 9月12日、TBS） - 主演・浅井正平 役
- 南くんの恋人（2004年7月8日 - 9月16日、テレビ朝日） - 主演・南進 役（深田恭子とのW主演）
- 優しい時間（2005年1月13日 - 3月24日、フジテレビ） - 湧井拓郎 役
- 少しは、恩返しができたかな（2006年3月22日、TBS） - 主演・北原和憲 役
- 拝啓、父上様（2007年1月11日 - 3月22日、フジテレビ） - 主演・田原一平 役
- 山田太郎ものがたり（2007年7月6日 - 9月14日、TBS） - 主演・山田太郎 役（櫻井翔とのW主演）
- マラソン（2007年9月20日、TBS） - 主演・宮田彰太郎 役
- 魔王 第1話（2008年7月4日、TBS） - 熊田正義 役（友情出演）
- 流星の絆（2008年10月17日 - 12月19日、TBS） - 主演・有明功一 役
- DOOR TO DOOR〜僕は脳性まひのトップセールスマン〜（2009年3月29日、TBS） - 主演・倉沢英雄 役
- 天国で君に逢えたら（2009年9月24日、TBS） - 主演・野々上純一 役
- 最後の約束（2010年1月9日、フジテレビ） - 主演・山際修司 役（嵐のメンバー全員主演）
- 夏の恋は虹色に輝く 最終話（2010年9月20日、フジテレビ） - 舞台「ハムレット」照明スタッフ 役（友情出演）
- フリーター、家を買う。（2010年10月19日 - 12月21日、フジテレビ） - 主演・武誠治 役
  - フリーター、家を買う。スペシャル（2011年10月4日）
- 24時間テレビ35内スペシャルドラマ『車イスで僕は空を飛ぶ』（2012年8月25日、日本テレビ） - 主演・長谷部泰之 役
- 弱くても勝てます〜青志先生とへっぽこ高校球児の野望〜（2014年4月12日 - 6月21日、日本テレビ） - 主演・田茂青志 役
- オリエント急行殺人事件（2015年1月11日・1月12日、フジテレビ） - 幕内平太 役[53]
- 赤めだか（2015年12月28日、TBS） - 主演・立川談春 役[54]
- 坊っちゃん（2016年1月3日、フジテレビ） - 主演・坊っちゃん 役[55]
- ブラックペアン（2018年4月22日 - 6月24日、TBS） - 主演・渡海征司郎 役[56]
  - ブラックペアン シーズン2（2024年7月7日 -  9月15日、TBS） - 主演・天城雪彦 役[57] / 渡海征司郎 役（二役）[58]
- 潜水艦カッペリーニ号の冒険（2022年1月3日、フジテレビ） - 主演・速水洋平 役[59]
- マイファミリー（2022年4月10日 - 6月12日、TBS） - 主演・鳴沢温人 役[60][61]
- VIVANT 第1話・第5話 - 最終話（2023年7月16日・8月13日 - 9月17日、TBS） - ノコル 役[62][注 6]
- ONE DAY〜聖夜のから騒ぎ〜（2023年10月9日 - 12月18日、フジテレビ） - 主演・勝呂寺誠司 役（中谷美紀、大沢たかおとトリプル主演）[64][65]
- 連続テレビ小説 あんぱん 第2回 -（2025年4月1日 - 、NHK総合） - 柳井清 役[66]

### 映画
- ピカ☆ンチ LIFE IS HARDだけどHAPPY（2002年） - 主演・恩田琢磨（タクマ） 役（嵐のメンバー全員主演）
  - ピカ★★ンチ LIFE IS HARDだからHAPPY（2004年）
  - ピカ☆★☆ンチ LIFE IS HARD たぶんHAPPY（2014年）
- 青の炎（2003年） - 主演・櫛森秀一 役
- 硫黄島からの手紙（2006年） - 西郷昇 役
- 黄色い涙（2007年） - 主演・村岡栄介 役
- ヘブンズ・ドア（2009年） - ホスト 役（友情出演）
- 大奥（2010年） - 主演・水野祐之進 役
- GANTZ（2011年） - 主演・玄野計 役（松山ケンイチとのW主演）
  - GANTZ PERFECT ANSWER（2011年）
- プラチナデータ（2013年） - 主演・神楽龍平 / リュウ 役
- 暗殺教室（2015年） - 殺せんせー（声） 役[67]
  - 暗殺教室 -卒業編-（2016年） - 殺せんせー（声） / 死神 役[68]
- 母と暮せば（2015年） - 主演・福原浩二 役（吉永小百合とのW主演）
- ラストレシピ〜麒麟の舌の記憶〜（2017年） - 主演・佐々木充 役[69]
- 検察側の罪人（2018年） - 沖野啓一郎 役[70]
- 浅田家!（2020年） - 主演・浅田政志 役[71]
- TANG タング（2022年） - 主演・春日井健 役[72][73]、タング 役[注 7][74]
- ラーゲリより愛を込めて（2022年） - 主演・山本幡男 役[75][76]
- アナログ（2023年） - 主演・水島悟 役[77]
- 【推しの子】-The Final Act-（2024年） - カミキヒカル 役[78]
- #真相をお話しします（2025年）[79]
- 8番出口（2025年公開予定） - 主演・迷う男 役[80]

### テレビアニメ
- こちら葛飾区亀有公園前派出所 TVSP11弾（2002年1月6日、フジテレビ） - 二宮和也 役[注 8]
- 『紙兎ロペ』「観察教室」（2016年3月22日、フジテレビ） - 殺せんせー 役
  - 『めざましテレビ』で放送中のショートアニメ『紙兎ロペ』と『暗殺教室 -卒業編-』のコラボレーションエピソード[81]

### 劇場アニメ
- 鉄コン筋クリート（2006年） - 主演・クロ / イタチ 役
- シナぷしゅ THE MOVIE ぷしゅほっぺダンシングPARTY（2025年） - ぱるてぃ 役[82]

### 舞台
- PLAYZONE '96 RHYTHM（1996年7月21日 - 8月15日）
- STAND BY ME（1997年7月26日・27日、大阪ドラマシティ / 8月8日 - 21日、東京アートスフィア） - クリストファー・チェンパーズ（クリス） 役[83]
- ジャニーズ・ファンタジー KYO TO KYO（1997年8月29日・9月7日・10月26日、京都シアター1200）[83]
- シブヤから遠く離れて（2004年3月6日 - 30日） - 主演・ナオヤ 役
- 理由なき反抗（2005年4月3日 - 5月4日） - 主演・ジム・スターク 役
- 見知らぬ乗客（2009年7月18日 - 8月11日） - 主演・ブルーノ・アントニー 役

### テレビ番組

#### バラエティ番組
- 愛LOVEジュニア（1996年4月8日 - 1998年9月28日、テレビ東京）
- ミュージック・ジャンプ（1997年4月6日 - 1999年3月26日、NHK-BS2）
- SHOW-NEN J（1997年10月 - 1998年3月、朝日放送）
- Gyu!と抱きしめたい!（1998年4月5日 - 9月27日、日本テレビ）
- 8時だJ（1998年4月15日 - 1999年9月22日、テレビ朝日）
- 京都ビストロジャーニー（1998年4月25日 - 1999年3月20日、朝日放送）
- ニノさん[84]（2013年4月25日 - 6月26日・10月6日 - 、日本テレビ）
- ザ!鉄腕!DASH!!（2018年8月19日・2019年8月18日・2020年9月6日・2021年9月5日・2022年8月14日・2022年8月21日、日本テレビ）
- だれかtoなかい（2024年2月4日 - 2024年3月31日、フジテレビ）[85]
- クイズ 多い方が勝ち!（2024年4月6日 - 2024年5月11日、日本テレビ）[86]
- ニノなのに（2025年4月9日 - 、TBS） - MC[87]

#### 特別番組
- 金曜プレステージ 実録!プラチナデータDNAミステリー事件簿〜あなたの運命は決められている!〜（2013年3月22日、フジテレビ）
- 二宮和也の日本調査2013年末スペシャル（2013年12月30日、日本テレビ）
  - 二宮和也の!日本調査2015新春SP〜東海道五十三次を巡る旅〜（2015年1月4日、日本テレビ）
- 「母と暮せば」公開記念スペシャル 吉永小百合・二宮和也〜優しい涙の物語〜（2015年12月5日、テレビ朝日）
- SPドラマ「赤めだか」明日放送 二宮の挑戦に完全密着（2015年12月27日、TBS）
- 映画「ラストレシピ」公開直前!絶品グルメ打ち上げツアー（2017年10月28日、テレビ朝日）
- 二宮ん家[88]（2021年1月3日・6月12日・11月7日、フジテレビ）
- クイズ!できる?できない?（2023年1月10日、日本テレビ） - MC
- 川島二宮のタミゴエ（2024年5月25日・11月9日、フジテレビ） - MC[89][90]

#### 音楽番組
- 第68回NHK紅白歌合戦（2017年12月31日、NHK総合・ラジオ第1） - 白組司会
- MUSIC GIFT 2025 ～あなたに贈ろう 希望の歌～（2025年8月9日、NHK総合） - 司会

#### ドキュメンタリー・教養番組
- NHKスペシャル “終戦”知られざる7日間（2015年8月16日、NHK総合） - ナビゲーター
- 24時間テレビ 愛は地球を救う38 戦後70年特別企画「二宮和也、硫黄島へ行く」（2015年8月23日、日本テレビ）
- BS1スペシャル 戦争を継ぐ〜山田洋次・84歳の挑戦〜（2015年11月15日、NHK BS1）
- 山田洋次×美輪明宏×二宮和也 未来のために（2015年12月18日、NHK総合）

### 配信ドラマ
- ONE DAY〜聖夜のから騒ぎ〜エピソード0（2023年11月20日、TVer） - 主演・勝呂寺誠司 役（中谷美紀、大沢たかおとトリプル主演）[91]
- インフォーマ -闇を生きる獣たち-（2024年11月7日 - 、ABEMA） - 高野龍之介 役[92]
- イクサガミ（2025年11月配信予定、Netflix） - 槐 役[93]

### 配信バラエティ
- シークレットNGハウス（2025年3月27日 -、Amazon Prime Video）- MC（若林正恭とともに）[94]

### ラジオ
- ちゃぱら☆FIGHT ジャニーズJr.の月曜日（1997年4月14日 - 1999年5月10日、文化放送）
- 真夜中の少年たち（1997年10月 - 1999年9月、朝日放送）
- ジャニーズJr.DOKIDOKIアフタースクール（1998年4月 - 1999年9月、ニッポン放送）
- BAY STORM（2002年10月4日 - 、bayfm）

### CM
- 森永乳業 エスキモーpino（1998年 - 2000年）
- 角川書店 ザテレビジョン お正月特大号（2002年12月）
- ACジャパン（当時の団体名は公共広告機構）（2007年 - 2008年）
  - 国際連合世界食糧計画支援キャンペーン「ビスケット」 - ナレーション
- ハウス食品（2007年 - 2011年）
  - 豆乳を練りこんだしらたき麺のスープ
  - スープ de おこげ
- JP日本郵政グループ 年賀キャンペーン（2007年 - 2008年）
- Ultra Music Power（2007年）
- キリンビバレッジ shavadava シャバダバ（2008年）
- エーザイ（2010年 ‐ 2012年）
- JCB　
  - 企業CM（2010年5月 - ）
  - 「寄り道」篇（2018年11月 - ） - 伊藤修子と共演[95]
  - 「セキュリティ」篇（2021年8月 - ） - 川口春奈と共演[96]
  - 「JCBのタッチ決済」篇（2021年12月15日 - ） - 川口春奈と共演[97]
  - 「JCBのタッチ決済 カフェ取材」篇（2022年3月17日 - ） - 川口春奈と共演[98]
  - 「SCOOP!JCB キャッシュバック」篇（2022年7月15日 - ） - 川口春奈と共演[99]
  - 「SCOOP!JCB ハロウィーンイベント潜入取材」（2022年12月14日 - ） - 川口春奈と共演[100]
  - 「SCOOP!JCB　夏の旅行」篇（2023年7月13日 - 終了） - 川口春奈と共演[101]
  - 「これからも、JCBで」篇（2024年7月17日 - ） - 川口春奈と共演[102]
  - 「いつでもどこでもJCB」篇（2024年11月26日 - ） - 川口春奈と共演[103]
  - 「新生活もJCBで！しりとり」篇（2025年3月12日 - ） - 川口春奈と共演[104]
  - 「交通機関もJCBで！解説」篇（2025年3月12日 - ）[104]
  - 「海外旅行もJCBと！」篇（2025年8月1日 - ） - 川口春奈と共演[105]
- 日清オイリオグループ（2011年6月 - ）
- 江崎グリコ・ポッキー（2011年9月 - 2015年8月）
- 任天堂・スーパーマリオ 3Dランド（2011年10月 - 終了）[106] - 独立する前に契約終了
- 久光製薬・サロンパス（2013年4月 - ）
- ネクスト「HOME'S」（2015年8月 - 2016年8月）[107]
- LION『トップ スーパーNANOX』（2016年2月 - ）
- エブリー「DELISH KITCHEN」（2017年10月 - 2018年1月、期間限定）
- サッポロビール「サッポロ　麦とホップ」（2018年3月 - 終了） - 独立する前に契約終了
- ガンホー・オンライン・エンタテイメント「パズル＆ドラゴンズ」（2021年2月 - ）[108]
- 伊藤ハム「The GRAND アルトバイエルン」（2021年3月 - ）
- アダストリア「.ST(ドットエスティ)」（2021年10月 - 終了）[109] - 独立する前に契約終了
- アサヒ飲料「WONDA」(2022年3月 - 終了） - 中丸雄一と共演[110] - 独立する前に契約終了
- アドビ 「Photoshop」（2022年4月 - 9月）
- Luup「LUUP」（2024年11月 - ）[111]
- DHC（2025年1月 - ）[112]
- メルカリ「メルカリ ハロ」（2025年4月 - ）[113]
- P&Gジャパン「パンテーン」（2025年6月 - ）[114]
- アサヒビール「クリアアサヒ」
- Amazon「Amazon Prime Video」「君のこころが観たいもの。」編（2025年6月11日 - ）[115]

### イベント
- ローソン PRESENTS ALLジャニーズJr. 1st CONCERT（1998年2月1日・11日・15日）
- ジャニーズJr. Summer Concert '98（1998年7月29日・8月5日・24日）
- 第80回全国高等学校野球選手権大会開会式（1998年8月6日）
- ジャニーズ大運動会（1998年10月25日）
- ジャニーズJr. Winter Concert（1998年12月27日 - 1999年1月6日）
- Fresh Spring Concert'99 Johnny's Senior Junior（1999年5月2日 - 6月20日）
- 台湾大震災チャリティー野球大会マーチオブ2000（1999年12月18日） -「J2000」として参加
- “東京ドームに全員集合” みんなにサンキュー！ジャニーズ野球大会（2016年4月13日、東京ドーム）

### 映像作品
- NEWS CONCERT TOUR pacific 2007 2008 -THE FIRST TOKYO DOME CONCERT（2008年8月13日）
  - 特典映像「MC @ TOKYO DOME」（櫻井翔と共に出演）

## 受賞歴

### ドラマ
- 第5回日刊スポーツ・ドラマグランプリ・秋ドラマ 助演男優賞『ハンドク!!!』（2001年）
- 第6回 日刊スポーツ・ドラマグランプリ・冬ドラマ 助演男優賞『熱烈的中華飯店』（2003年）
- 第8回 日刊スポーツ・ドラマグランプリ・夏ドラマ 助演男優賞『南くんの恋人』（2004年）
- 第15回 橋田賞 個人賞『少しは、恩返しができたかな』（2006年）
- 第10回 日刊スポーツ・ドラマグランプリ 主演男優賞『拝啓、父上様』（2007年）
- 第10回 日刊スポーツ・ドラマグランプリ・冬ドラマ 主演男優賞『拝啓、父上様』（2007年）
- 第11回 日刊スポーツ・ドラマグランプリ・夏ドラマ 主演男優賞『山田太郎ものがたり』（2007年）
- 第62回 文化庁芸術祭賞 テレビ部門 放送個人賞『マラソン』（2007年）
- 第45回 ギャラクシー賞 奨励賞 個人賞『マラソン』（2007年）
- 第46回 ギャラクシー賞 テレビ部門 個人賞『流星の絆』『DOOR TO DOOR〜僕は脳性まひのトップセールスマン』（2008年）
- 第59回 ザテレビジョンドラマアカデミー賞 主演男優賞『流星の絆』（2008年）[116]
- 第12回 日刊スポーツ・ドラマグランプリ・秋ドラマ 主演男優賞『流星の絆』（2008年）
- 東京ドラマアウォード2011 個人賞 主演男優賞『フリーター、家を買う。』（2011年）
- 第67回 ザテレビジョンドラマアカデミー賞 主演男優賞『フリーター、家を買う。』（2011年）[117]
- 第14回 日刊スポーツ・ドラマグランプリ・秋ドラマ 主演男優賞『フリーター、家を買う。』（2011年）
- 第112回 ザテレビジョンドラマアカデミー賞 主演男優賞『マイファミリー』（2022年）[118]
- 第28回 日刊スポーツ・ドラマグランプリ・夏ドラマ 主演男優賞『ブラックペアン シーズン2』（2024年）[119]

### 映画
- 第89回キネマ旬報ベスト・テン 主演男優賞『母と暮せば』（2015年）
- 第39回日本アカデミー賞 最優秀主演男優賞『母と暮せば』（2015年）[120]
- 第43回 報知映画賞 助演男優賞『検察側の罪人』（2018年）
- 第42回日本アカデミー賞 優秀助演男優賞『検察側の罪人』（2018年）[121]
- 第42回ヨコハマ映画祭 主演男優賞『浅田家!』（2020年度）
- 第44回日本アカデミー賞 優秀主演男優賞『浅田家!』（2021年）[122]
- 第46回日本アカデミー賞 優秀主演男優賞『ラーゲリより愛を込めて』（2023年）[123]
- 第65回ブルーリボン賞 主演男優賞『TANG タング』『ラーゲリより愛を込めて』（2022年度）[124]

### その他
- ベストハンバーグ侍2015（2015年）[125]
- SUITS OF THE YEAR 2024 アート&カルチャー部門（2024年）[126]

## 書籍
- 青の炎 二宮和也写真集（2003年3月、角川書店）ISBN 978-4-04-853556-4
- 「青の炎」シナリオブック（2003年3月、角川書店）ISBN 978-4-04-873452-3
- 映画&原作大奥公式ガイドブック : 大奥細見（2010年9月、白泉社）ISBN 978-4-592-14800-5
- GANTZビジュアルブック（2011年1月、集英社）ISBN 978-4-08-780592-5
- 二宮和也のIt [一途]（2024年11月、集英社）[127]ISBN 978-4-08-789018-1
- 独断と偏見（2025年6月17日、集英社）[128]ISBN 978-4-08-721368-3

### 雑誌連載
- 二宮和也のIt「一途（イット）」（2009年1月 - 2019年3月『MORE』）
- 「車イスで僕は空を飛ぶ」撮影日誌（2012年6月 - 8月『TV LIFE』）